# Bittacus andinus
Bittacus andinus är en näbbsländeart som beskrevs av Jason Gilbert Hayden Londt och George W. Byers 1974. 
Bittacus andinus ingår i släktet Bittacus och familjen styltsländor. Inga underarter finns listade i Catalogue of Life.